# ITF Women’s World Tennis Tour 2021 (Oktober–Dezember)
In den folgenden Tabellen werden die Tennisturniere des vierten Quartals der ITF Women’s World Tennis Tour 2021 dargestellt.

## Turnierplan
| Kategorien            | Kategorien           |
| World Tennis Tour 25+ | World Tennis Tour 15 |
| --------------------- | -------------------- |
| W100                  | —                    |
| W80                   | —                    |
| W60                   | —                    |
| W25                   | —                    |
| —                     | W15                  |

### Oktober
| Datum 1 | Turnierort                                                      | Siegerin Einzel       | Siegerinnen Doppel                               |
| ------- | --------------------------------------------------------------- | --------------------- | ------------------------------------------------ |
| 4.10.   | Las Vegas Henderson Tennis Open 2021                            | Emina Bektas          | Quinn Gleason Tereza Mihalíková                  |
| 4.10.   | Cherbourg-en-Cotentin                                           | Clara Burel           | Sarah Beth Grey Arianne Hartono                  |
| 4.10.   | Lima                                                            | Anna Sisková          | Carolina M. Alves Andrea Gámiz                   |
| 4.10.   | Loulé                                                           | Harmony Tan           | Despina Papamichail Natalija Stevanović          |
| 4.10.   | Redding                                                         | Catherine Harrison    | Mirjam Björklund Katie Swan                      |
| 4.10.   | Cancún                                                          | Darja Semeņistaja     | Anna Rogers Christina Rosca                      |
| 4.10.   | Monastir                                                        | Sebastianna Scilipoti | Ma Yexin Ni Ma Zhuoma                            |
| 4.10.   | Hilton Head Island                                              | Katerina Stewart      | Katerina Stewart Anastasia Sysoeva               |
| 4.10.   | Scharm asch-Schaich                                             | Lena Ruppert          | Bai Zhuoxuan Punnin Kovapitukted                 |
| 4.10.   | Sosopol                                                         | Ku Yeon-woo           | Katerina Dimitrowa Oana Gavrilă                  |
| 11.10.  | Rancho Santa Fe Rancho Santa Fe Open 2021                       | Rebecca Peterson      | Katarzyna Kawa Tereza Mihalíková                 |
| 11.10.  | Florence                                                        | Emiliana Arango       | Emily Appleton Yuriko Miyazaki                   |
| 11.10.  | Lima                                                            | Dea Herdželaš         | María Lourdes Carlé Laura Pigossi                |
| 11.10.  | Lagos (Portugal)                                                | Antonia Ružić         | Diāna Marcinkēviča Yuan Yue                      |
| 11.10.  | Antalya                                                         | Rosa Vicens Mas       | Dorka Drahota-Szabó Amarissa Kiara Tóth          |
| 11.10.  | Norman                                                          | Raveena Kingsley      | Oona Orpana Martina Zerulo                       |
| 11.10.  | Cancún                                                          | Darja Semeņistaja     | Semeņistaja Anna Ulyashchenko                    |
| 11.10.  | Piracicaba                                                      | Miriana Tona          | Sabastiani Leon Luisa Meyer auf der Heide        |
| 11.10.  | Monastir                                                        | Tamira Paszek         | Yasmine Mansouri Tamira Paszek                   |
| 11.10.  | Scharm asch-Schaich                                             | Bai Zhuoxuan          | Eudice Chong Wong Hong-yi                        |
| 11.10.  | Sosopol                                                         | Nastja Kolar          | Oana Gavrilă Emily Seibold                       |
| 11.10.  | Kasan                                                           | Darja Kudaschowa      | Jekaterina Maklakowa Alexandra Pospelowa         |
| 18.10.  | Macon Mercer Tennis Classic 2021                                | Madison Brengle       | Quinn Gleason Catherine Harrison                 |
| 18.10.  | Rio do Sul                                                      | Panna Udvardy         | Katharina Gerlach Daniela Seguel                 |
| 18.10.  | Sevilla                                                         | Diane Parry           | Caijsa Wilda Hennemann Ku Yeon-woo               |
| 18.10.  | Hamburg ITF Future Nord 2021                                    | Antonia Ružić         | Kamilla Bartone Ylena In-Albon                   |
| 18.10.  | Qaraghandy                                                      | Julija Hatouka        | Martyna Kubka Schibek Qulambajewa                |
| 18.10.  | Netanja                                                         | Chloé Paquet          | Lina Glushko Shavit Kimchi                       |
| 18.10.  | Scharm asch-Schaich                                             | Bai Zhuoxuan          | Eudice Chong Wong Hong-yi                        |
| 18.10.  | Antalya                                                         | Sonay Kartal          | Vanessa Ersöz Kajsa Rinaldo Persson              |
| 18.10.  | Monastir                                                        | Luksika Kumkhum       | Natsuho Arakawa Luksika Kumkhum                  |
| 25.10.  | Les Franqueses del Vallès Torneig Internacional Els Gorchs 2021 | Maryna Sanewska       | Arina Rodionova Irina Chromatschowa              |
| 25.10.  | Tyler Christus Health Pro Challenge 2021                        | Misaki Doi            | Marcela Zacarías Giuliana Olmos                  |
| 25.10.  | Poitiers Internationaux Féminins de la Vienne 2021              | Chloé Paquet          | Mariam Bolkwadse Samantha Murray Sharan          |
| 25.10.  | Austin                                                          | Mirjam Björklund      | Elysia Bolton Maegan Manasse                     |
| 25.10.  | Guayaquil                                                       | Laura Pigossi         | María Herazo González María Paulina Pérez García |
| 25.10.  | Kirjat Motzkin                                                  | Lina Glushko          | Quirine Lemoine Eva Vedder                       |
| 25.10.  | Qaraghandy                                                      | Nigina Abduraimova    | Tamara Čurović Jekaterina Reingold               |
| 25.10.  | Istanbul                                                        | Eva Lys               | Jasmijn Gimbrère Bibiane Schoofs                 |
| 25.10.  | Monastir                                                        | Kathleen Kanev        | Mana Ayukawa Rebeka Stolmár                      |
| 25.10.  | Antalya                                                         | Julia Riera           | Back Da-yeon Tian Fangran                        |
| 25.10.  | Scharm asch-Schaich                                             | Bai Zhuoxuan          | Bai Zhuoxuan Punnin Kovapitukted                 |

### November
| Datum 1 | Turnierort                              | Siegerin Einzel             | Siegerinnen Doppel                          |
| ------- | --------------------------------------- | --------------------------- | ------------------------------------------- |
| 1.11.   | Nantes Engie Open Loire Atlantique 2021 | Anhelina Kalinina           | Samantha Murray Sharan Jessika Ponchet      |
| 1.11.   | Haabneeme                               | Katie Swan                  | Jessica Failla Chihiro Muramatsu            |
| 1.11.   | Orlando                                 | Emma Navarro                | Anna Rogers Christina Rosca                 |
| 1.11.   | Iraklio                                 | Anna Gabric                 | Anna Gabric Arina Gabriela Vasilescu        |
| 1.11.   | Monastir                                | Ma Yexin                    | Yasmine Mansouri Elena Milovanović          |
| 1.11.   | Castellón                               | Celia Cerviño Ruiz          | Inês Murta Sapfo Sakellaridi                |
| 1.11.   | Scharm asch-Schaich                     | Li Zongyu                   | Eudice Chong Wong Hong-yi                   |
| 1.11.   | Solarino                                | Alicia Smith                | Petra Csabi Karolína Vlčková                |
| 1.11.   | Antalya                                 | Julia Riera                 | Xenija Laskutowa Alexandra Pospelowa        |
| 8.11.   | Santiago Copa LP Chile 2021             | Anna Bondár                 | Arianne Hartono Olivia Tjandramulia         |
| 8.11.   | Aparecida de Goiânia                    | Victoria Jiménez Kasintseva | Laura Pigossi Anna Sisková                  |
| 8.11.   | Daytona Beach                           | Irina Fetecău               | Elysia Bolton Kylie Collins                 |
| 8.11.   | Iraklio                                 | Martha Matoula              | Eleni Christofi Martha Matoula              |
| 8.11.   | Monastir                                | Adithya Karunaratne         | Ni Ma Zhuoma Yao Xinxin                     |
| 8.11.   | Scharm asch-Schaich                     | Bai Zhuoxuan                | Priska Madelyn Nugroho Stéphanie Visscher   |
| 8.11.   | Solarino                                | Katarína Kužmová            | Virginia Ferrara Giorgia Pedone             |
| 8.11.   | Helsingborg                             | Olga Helmi                  | Anna Klasen Phillippa Preugschat            |
| 8.11.   | Antalya                                 | Diana Schneider             | Back Da-yeon Tian Fangran                   |
| 15.11.  | Naples                                  | Nefisa Berberović           | Hanna Chang Elizabeth Mandlik               |
| 15.11.  | Petingen                                | Océane Dodin                | Xenia Knoll Joanne Zuger                    |
| 15.11.  | Funchal                                 | Zheng Qinwen                | Alicia Barnett Hsieh Yu-chieh               |
| 15.11.  | Iraklio                                 | Oana Gavrilă                | Eleni Christofi Dimitra Pavlou              |
| 15.11.  | Monastir                                | Rebeka Stolmár              | Gergana Topalowa Eliessa Vanlangendonck     |
| 15.11.  | Cundinamarca                            | María Herazo González       | Hurricane Tyra Black Rushri Wijesundera     |
| 15.11.  | Antalya                                 | Jazmín Ortenzi              | Diana Schneider Anastassija Soboljewa       |
| 15.11.  | Scharm asch-Schaich                     | Bai Zhuoxuan                | Elena-Teodora Cadar Wong Hong-yi            |
| 15.11.  | Solarino                                | Melania Delai               | Federica Urgesi Denise Valente              |
| 22.11.  | Dubai Al Habtoor Tennis Challenge 2021  | Darija Snihur               | Anna Danilina Viktória Kužmová              |
| 22.11.  | Brasília Aberto da República 2021/Damen | Panna Udvardy               | Carolina Alves María Carlé                  |
| 22.11.  | St. Ulrich                              | Susan Bandecchi             | Eudice Chong Moyuka Uchijima                |
| 22.11.  | Milovice                                | Linda Nosková               | Sakura Hosogi Misaki Matsuda                |
| 22.11.  | Monastir                                | Sonay Kartal                | Natsuho Arakawa Lisa-Marie Rioux            |
| 22.11.  | Iraklio                                 | Michaela Laki               | Nicole Khirin Radka Zelníčková              |
| 22.11.  | Antalya                                 | Jazmín Ortenzi              | Claudia Hoste Ferrer Jazmín Ortenzi         |
| 22.11.  | Kairo                                   | Carson Branstine            | Bai Zhuoxuan Punnin Kovapitukted            |
| 22.11.  | Guatemala                               | Hurricane Tyra Black        | Paris Corley Lexington Reed                 |
| 22.11.  | Lousada                                 | Ku Yeon-woo                 | Jasmijn Gimbrère Naïma Karamoko             |
| 22.11.  | Kasan                                   | Polina Kudermetowa          | Nigina Abduraimova Jekaterina Reingold      |
| 22.11.  | Cancún                                  | Raveena Kingsley            | Minami Akiyama Miho Kuramochi               |
| 29.11.  | Wolkenstein                             | Yuan Yue                    | Eudice Chong Moyuka Uchijima                |
| 29.11.  | Jablonec nad Nisou                      | Sarah Beth Grey             | Maja Chwalińska Katherine Sebov             |
| 29.11.  | Monastir                                | Ilona Georgiana Ghioroaie   | Rina Saigō Yukina Saigō                     |
| 29.11.  | Bengaluru                               | Pranjala Yadlapalli         | Sowjanya Bavisetti Rutuja Bhosale           |
| 29.11.  | Lousada                                 | Angelica Moratelli          | Celia Cerviño Ruiz Matilde Jorge            |
| 29.11.  | Cancún                                  | Pamela Montez               | Alicia Herrero Liñana Melany Solange Krywoj |
| 29.11.  | Curitiba                                | Gabriela Cé                 | Lara Escauriza Noelia Zeballos              |
| 29.11.  | Antalya                                 | Arina Gabriela Vasilescu    | Xenija Laskutowa Amarissa Kiara Tóth        |
| 29.11.  | Santo Domingo                           | Chanelle Van Nguyen         | Dasha Ivanova Chanelle Van Nguyen           |
| 29.11.  | Iraklio                                 | Nicole Khirin               | Nicole Fossa Huergo Lauryn John-Baptiste    |
| 29.11.  | Kairo                                   | Rosa Vicens Mas             | Aljona Falej Anastassija Solotarjowa        |

### Dezember
| Datum 1 | Turnierort    | Siegerin Einzel            | Siegerinnen Doppel                               |
| ------- | ------------- | -------------------------- | ------------------------------------------------ |
| 6.12.   | Kairo         | Anastassija Solotarjowa    | Melanie Klaffner Anastassija Solotarjowa         |
| 6.12.   | Antalya       | Jazmín Ortenzi             | Xenija Laskutowa Amarissa Kiara Tóth             |
| 6.12.   | Santo Domingo | María Herazo González      | María Herazo González María Paulina Pérez García |
| 6.12.   | Monastir      | Angelica Raggi             | Akvilė Paražinskaitė Eliessa Vanlangendonck      |
| 6.12.   | Cancún        | Hina Inoue                 | Stacey Fung Pamela Montez                        |
| 6.12.   | Solapur       | Rutuja Bhosale             | Ramya Natarajan Sathwika Sama                    |
| 13.12.  | Lambaré       | Lara Escauriza             | Julia Klimovicz Juliana Munhoz                   |
| 13.12.  | Monastir      | Erika Sema                 | Celia Cerviño Ruiz Ng Man-ying                   |
| 13.12.  | Antalya       | Hanna Posnichirenko        | Oana Gavrilă Arina Gabriela Vasilescu            |
| 13.12.  | Cancún        | Stacey Fung                | Ariana Arseneault Stacey Fung                    |
| 13.12.  | Gizeh         | Lamis Alhussein Abdel Aziz | Sapfo Sakellaridi Zhuoma Youmi                   |
| 20.12.  | Pune          | Moyuka Uchijima            | Anna Danilina Walerija Strachowa                 |
| 20.12.  | Gizeh         | Séléna Janicijevic         | Fatma Al-Nabhani Jasmijn Gimbrère                |
| 20.12.  | Monastir      | Eudice Chong               | Xenija Laskutowa Ng Man-ying                     |
| 27.12.  | Navi Mumbai   | Jekaterina Reingold        | Schibek Qulambajewa Diāna Marcinkēviča           |
| 27.12.  | Gizeh         | Jasmijn Gimbrère           | Sapfo Sakellaridi Zhuoma Youmi                   |
| 27.12.  | Monastir      | Akvilė Paražinskaitė       | Yaroslava Bartashevich Xenija Laskutowa          |